# Cuartos de dólar del Distrito de Columbia y de los Territorios de los Estados Unidos
Los cuartos de dólar del Distrito de Columbia y de los Territorios de los Estados Unidos son una serie de seis monedas de 25 centavos conmemorativas que acuñó la Casa de la Moneda de Estados Unidos durante el año 2009 en honor al Distrito de Columbia y las áreas insulares estadounidenses de Puerto Rico, Guam, Islas Vírgenes de los Estados Unidos, Samoa Americana y las Islas Marianas del Norte. Las Islas Ultramarinas de Estados Unidos no fueron representadas, ya que la ley considera como "Territorios" a las cinco áreas insulares citadas.
Estas monedas utilizan el mismo anverso de George Washington que los cuartos de dólar de los 50 estados. En el reverso de las monedas se representa un diseño seleccionado por la Casa de la Moneda que simbolice cada territorio. A diferencia de los cuartos de los 50 estados, el lema y el año de acuñación se sitúan en la misma frase y con el mismo tamaño en el reverso: "E Pluribus Unum 2009".

## Diseños
| Imagen | Estado                               | Fecha de incorporación | Número de monedas | Fecha de emisión         | Diseñador       |
| --- | ------------------------------------ | ---------------------- | ----------------- | ------------------------ | --------------- |
| | Distrito de Columbia                 | 25 de julio de 1952    | 172.400.000       | 26 de enero de 2009      | Don Everhart    |
| Descripción: Muestra a Edward Kennedy Ellington sentado en un piano y mirando a quien observa la moneda. En el piano está inscrito "Duke Ellington" (nombre artístico del personaje). Debajo de todo esto "Justice for all" (en español "Justicia para todos"). Arriba "District of Columbia", abajo "E Pluribus Unum 2009". |                                      |                        |                   |                          |                 |
| |                                      |                        |                   |                          |                 |
| | Puerto Rico                          | 25 de julio de 1952    | 139.000.000       | 30 de marzo de 2009      | Joseph Menna    |
| Descripción: Muestra una torre para centinelas de un fuerte español del siglo XVI con el mar de fondo. Con unas cayenas al lado derecho. Sobre estas "Isla del Encanto". Arriba "Puerto Rico", abajo "E Pluribus Unum 2009". |                                      |                        |                   |                          |                 |
| |                                      |                        |                   |                          |                 |
| | Guam                                 | 10 de agosto de 1944   | 87.600.000        | 26 de mayo de 2009       | Jim Licaretz    |
| Descripción: Muestra un contorno de la isla con una embarcación a vela típica de la región arriba y a la izquierda y una taga abajo y a la derecha. Sobre la taga en idioma chamorro "Guahan I Tanó ManChamorro" (en español: "Guam, Tierra de los Chamorros"). Arriba "Guam", abajo "E Pluribus Unum 2009". |                                      |                        |                   |                          |                 |
| |                                      |                        |                   |                          |                 |
| | Samoa Americana                      |                        | 82.200.000        | 27 de julio de 2009      | Charles Vickers |
| Descripción: Muestra una Tanoa y al fondo un cocotero en la orilla del mar. Sobre esta "Samoa Muamua le atua" (en español: "Samoa, Dios es primero"). Arriba "American Samoa", abajo "E Pluribus Unum 2009". |                                      |                        |                   |                          |                 |
| |                                      |                        |                   |                          |                 |
| | Islas Vírgenes de los Estados Unidos | 17 de enero de 1917    | 82.000.000        | 28 de septiembre de 2009 | Joseph Menna    |
| Descripción: Muestra un contorno de las tres islas principales de este territorio así como una reinita, una tecoma amarilla y una Coccothrinax alta (el ave, la flor y el árbol oficiales respectivamente). Presenta también el lema oficial "United in pride and hope" (en español: "Unidos en orgullo y esperanza"). Arriba "U.S. Virgin Islands", abajo "E Pluribus Unum 2009".                                                                 |                                      |                        |                   |                          |                 |
| |                                      |                        |                   |                          |                 |
| | Islas Marianas del Norte             | 1945                   | 72.800.000        | 30 de noviembre de 2009  | Phebe Hemphill  |
| Descripción: Muestra en la orilla de una playa una piedra Latte, que son unas construcciones del pueblo chamorro, con tres palmeras. En el mar se observa una canoa del pueblo carolinio. En el cielo, dos hadas de Nueva Zelanda (Sterna nereis). Bajo toda esta representación, se observa un swar o lei hawaiano. Arriba, el nombre oficial en inglés "Northern Mariana Islands" y abajo, el lema y el año de acuñación "E pluribus unum 2009". |                                      |                        |                   |                          |                 |